# Saint-Firmin-des-Prés
 Saint-Firmin-des-Prés  es una población y comuna francesa, en la región de Centro, departamento de Loir y Cher, en el distrito de Vendôme y cantón de Morée.

## Demografía
| 349 | 403 | 425 | 649 | 689 | 777 |
| Para los censos de 1962 a 1999 la población legal corresponde a la población sin duplicidades (Fuente: INSEE [Consultar]) |     |     |     |     |     |